# شونا ماكدونالد
شونا ماكدونالد (بالإنجليزية: Shauna Macdonald)‏ هي ممثلة بريطانية، ولدت في 21 فبراير 1981 في ماليزيا. بدأت مشوارها المهني سنة 1999.

## أعمال

### أفلام
- (2005) ذا ديسنت[4]
- (2009) ذا ديسنت 2
- (2009) سو VI
- (2010) سو ثري دي[5][6]

## وصلات خارجية
- شونا ماكدونالد على موقع IMDb (الإنجليزية)
- شونا ماكدونالد على موقع ألو سيني (الفرنسية)
- شونا ماكدونالد على موقع أول موفي (الإنجليزية)
- شونا ماكدونالد على موقع قاعدة بيانات الأفلام السويدية (السويدية)
- شونا ماكدونالد على موقع قاعدة بيانات الفيلم (الإنجليزية)
- شونا ماكدونالد على موقع كينوبويسك (الروسية)